# ريجنالد فيسيندين
ريجنالد فيسيندين (بالإنجليزية: Reginald Fessenden)‏ هو مخترع كندي أجرى تجارب رائدة في الراديو، بما في ذلك استخدام موجات مستمرة واستخدام البث الإذاعي الأول في وقت مبكر وربما الصوت والموسيقى، ولد في 6 أكتوبر 1866 وتوفي في 22 يوليو 1932.
في مسيرته العلمية المئات من براءات الاختراع لأجهزة في مجالات كثيرة مثل اختراع الاتصالات الهاتفية اللاسلكية، السونار، والتلفزيون.

## سنوات مبكرة
وُلد ريجينالد فيسيندين في 6 أكتوبر عام 1866 في بولتون إست (كيبك)، الابن الأكبر للقس إليشيا جوزيف فيسيندين وكليمنتينا ترينهولمي من بين أربعة أطفال. كان القس إليشا فيسيندين كاهن كنيسة إنجلترا في كندا، وتنقلت الأسرة بين عدة وظائف في جميع أنحاء مقاطعة أونتاريو. خلال نشأته، التحق فيسيندين بعدد من المعاهد التعليمية. في سن التاسعة، التحق بمدرسة ديفو العسكرية لمدة عام. التحق بعد ذلك بمدرسة كلية ترينيتي في بورت هوب بأونتاريو منذ عام 1877 وحتى صيف عام 1879.قضى أيضًا عامًا يعمل في البنك الإمبراطوري في وودستوك لأنه لم يصل بعد إلى سن السادسة عشرة المطلوب للتسجيل في الكلية. في سن الرابعة عشرة، منحته مدرسة كلية بيشوب في لينوكسفيل بكيبيك، التي كانت مدرسة فرعية لكلية بيشوب وتشاركها نفس الحرم الجامعي والمباني، الأستاذية في الرياضيات. وهكذا، بينما كان فيسيندين ما يزال مراهقًا، درّس الرياضيات للطلاب الأصغر سنًا (بعضهم أكبر منه) في المدرسة، بينما كان يدرس في نفس الوقت مع الطلاب الأكبر سنًا في الكلية. في سن الثامنة عشرة، غادر كلية بيشوب دون الحصول على شهادة جامعية، على الرغم من »قيامه فعليًا بكل المهمات الضرورية«، من أجل قبول منصب في معهد ويتني في برمودا، حيث عمل خلال العامين المقبلين كمدرس أساسي ومنفرد. (ربما يكون هذا الافتقار إلى الشهادة الجامعية قد أضر بفرص عمل فيسيندين. عندما أنشأت جامعة مكغيل في مونتريال قسمًا للهندسة الكهربائية، رُفض طلبه ليصبح رئيسًا للقسم.) أثناء وجوده في برمودا، خطب عمل هيلين تروت. تزوجا في سبتمبر عام 1890 وأنجبا بعد ذلك ابنًا، ريجنالد كينيلي فيسيندين.

## عمل مبكر
لم يوفر تعليم فيسيندين الكلاسيكي له سوى قدر محدود من التدريب العلمي والتقني. مهتمًا بزيادة مهاراته في المجال الكهربائي، انتقل إلى مدينة نيويورك في عام 1886، آملًا في الحصول على عمل مع المخترع الشهير توماس إديسون. ومع ذلك، رُفضت محاولاته الأولية؛ في أول طلب له كتب فيسيندين، »لا أعرف أي شيء عن الكهرباء، ولكن يمكنني التعلم بسرعة كبيرة«، رد عليه إديسون، »لدي عدد كافٍ من الرجال الآن الذين لا يعرفون عن الكهرباء«. ومع ذلك، ثابر فيسيندين، وقبل نهاية العام وُظف في منصب يحتاج لبعض المهارة كفاحص ومختبر مساعد في شركة أعمال إديسون الميكانيكية، التي كانت تقوم بوضع أنابيب كهربائية تحت الأرض في مدينة نيويورك. أثبت أهليته بسرعة، وحصل على سلسلة من الترقيات، مع زيادة مسؤولية المشروع. في أواخر عام 1886، بدأ فيسيندين العمل مباشرة لصالح إديسون في المختبر الجديد للمخترع في ويست أورنج بولاية نيوجرسي كفني مبتدئ. شارك في مجموعة واسعة من المشاريع، والتي تضمنت العمل على حل مشكلات في الكيمياء والمعادن وعلم الفلزات. ومع ذلك، في عام 1890، بسبب مواجهة مشاكل مالية، اضطر إديسون إلى تسريح معظم عمال المختبر، بما في ذلك فيسيندين. (ظل فيسيندين معجبًا بإديسون طوال حياته، وفي عام 1925 أعلن أنه »لا يوجد سوى شخصية واحدة في التاريخ تقع في نفس مرتبة المخترع، أي أرخميدس«).
بالاستفادة من خبرته العملية الأخيرة، تمكن فيسيندين من العثور على وظائف في سلسلة من شركات التصنيع. في عام 1892، استلم منصبًا كأستاذ لقسم الهندسة الكهربائية المُشكل حديثًا في جامعة بوردو في ويست لافاييت بولاية إنديانا. أثناء وجوده هناك، ساعد شركة ويستينغهاوس إلكتريك في تركيب الإضاءة للمعرض العالمي الكولومبي في شيكاغو عام 1893. في وقت لاحق من ذلك العام، جند جورج ويستينغهاوس فيسيندين شخصيًا لمنصب رئيس قسم الهندسة الكهربائية الذي أُنشأ حديثًا في الجامعة الغربية في بنسلفانيا في بيتسبرغ (جامعة بيتسبرغ الآن).

## عمل إذاعي
في أواخر التسعينيات من القرن التاسع عشر، بدأت التقارير تظهر النجاح الذي حققه غولييلمو ماركوني في تطوير نظام عملي لإرسال واستقبال الإشارات الراديوية، والتي كانت تُعرف عادةً باسم »التلغراف اللاسلكي«. بدأ فيسيندين التجريب المحدود للراديو، وسرعان ما توصل إلى استنتاج مفاده أنه يمكن تطوير نظام أكثر كفاءة بكثير عن طريق مزج جهاز إرسال فجوة الشرارة وكاشف الإشارات اللاسلكية الذي اخترعه أوليفر لودغ وماركوني. بحلول عام 1899، كان قادرًا على إرسال رسائل التلغراف اللاسلكي بين بيتسبرغ ومدينة ألغيني (التي أصبحت الآن منطقة بيتسبرغ)، باستخدام جهاز استقبال من تصميمه.

### جوائز
في عام 1921، منح معهد مهندسي الراديو فيسيندين وسام الشرف من معهد مهندسي الكهرباء والإلكترونيات. كانت الميدالية مطلية بالذهب، وبطريقة ما أصبح فيسيندين واثقًا من أن الجوائز السابقة كانت من الذهب الخالص، لذلك أعادها بغضب. بعد قيام غرينليف ويتير بيكارد بالتحقيق في الأمر في النهاية وإقراره أن الميداليات السابقة كانت مطلية أيضًا، كان فيسيندين على استعداد عن الرجوع في قراره. في العام التالي منح مجلس الإدارة المالية لمدينة فيلادلفيا فيسيندين ميدالية جون سكوت، والتي تضمنت جائزة نقدية بقيمة 800 دولار، عن »اختراعه برنامجًا لاستقبال موجات التلغراف والهاتف المستمرة«، وأصبح معروفًا بأنه »أحد الذين كانت أعمالهم ذات فائدة كبيرة«. كان هناك شك من قبل فيسيندين بأن هاتين الجائزتين لم يُقدما عن حسن نية ولكن من أجل استرضائه. في سيرة حياة زوجته، التي تُشير إلى ميدالية وسام الشرف من معهد مهندسي الكهرباء والإلكترونيات، استشهدت بالمثل »كن حذرًا من اليونانيين الذين يعطون الهدايا«. تعرضت ميدالية سكوت لمزيد من الشك لأنها مُنحت له بناءً على اقتراح مهندسي ويستينغهاوس، الذين كانوا يعملون في شركة كانت على خلافات مالية مع فيسيندين. في رأي هيلين فيسيندين، »لا تكلف الميدالية شيئًا [ويستينغهاوس] وكانت رشوة جيدة بالنسبة لشركة سيربروس«، وقارنت بشكل عام الميداليات من أجل »تغيير صغير للحصول على أرباح الشركات الكبرى«. في عام 1929 مُنح فيسيندين ميدالية البحر الذهبية من قبل مجلة ساينتفيك أمريكان في مجال السلامة، تقديرًا لاختراعه »مقياس الأعماق وأدوات السلامة الأخرى للسلامة في البحر«.

## روابط خارجية
- ريجنالد فيسيندين على موقع الموسوعة البريطانية (الإنجليزية)